# The Harlot's House
The Harlot's House is een gedicht van Oscar Wilde uit 1883. Hij schreef het tijdens een verblijf van drie maanden in Parijs in dat jaar. Het werd echter pas gepubliceerd in april 1885 in het blad 'Dramatic Review'.
Wilde putte zijn inspiratie voor het gedichs wellicht uit een bezoek aan een bordeel in Parijs, zoals hij toevertrouwde aan zijn biograaf Robert Sherard. Het werk bestaat uit 12 korte stanza's van elk drie regels met het rijmschema aab ccb et cetera.
Het gedicht beschrijft hoe een liefdespaar door een straat in Parijs wandelt en stuit op een huis van plezier, waarop op de gesloten blinden de mechanische bewegingen zichtbaar zijn van skelet-achtige figuren die dansen op de (fictieve) melodie van Johann Strauss' 'Treues Liebes Herz'. De indruk wordt gewekt dat ware liefde hier niet te vinden is. De geliefde persoon betreedt echter, verleid door de muziek, het bordeel ("Love passed into the house of lust"). Meteen daarna komt het wellustige gedans tot een eind, de ontnuchterende ochtend sluipt de straat binnen als een verlegen meisje.